# Malo Naklo
Malo Naklo (IPA: [ˈmaːlɔ ˈnaːklɔ]) è un insediamento (naselje) di 16 abitanti, della municipalità di Naklo nella regione statistica dell'Alta Carniola in Slovenia.